# Albizia glaberrima
Albizia glaberrima là một loài thực vật có hoa trong họ Đậu. Loài này được (Schum. & Thonn.) Benth. miêu tả khoa học đầu tiên.